# Mjöasjön (Fagereds socken, Halland, 635017-131553)
Mjöasjön är en sjö i Falkenbergs kommun i Halland och ingår i Ätrans huvudavrinningsområde.